# تشالنج (مجلة مغربية)
تشالنج، التي كانت تُعرف سابقًا باسم تشالنج هيبدو، هي أسبوعية اقتصادية مغربية ناطقة بالفرنسية تأسست عام 2004.

## تاريخي
صدر العدد الأول منتشالنج هيبدو- من أربعين صفحة تقريبًا ويتضمن ملفًا عن الصين- في 2 أبريل 2004. في يوليو 2009، تم الاندماج مع عنوان صحفي آخر،لا جازيت دو ماروك، من المجموعة الأم: لي إدييسيوندي لا جازيت، التي تعتمد عليها أيضًا مجلة في إتش (شهريًا للرجال الناطقين بالفرنسية) ولالا فاتيما ( شهرية للنساء الناطقات بالعربية).

## انتشار
| 2005                                | 2006 | 2007 | 2008 | 2009 | 2010  | 2011 | 2012 |
| ----------------------------------- | ---- | ---- | ---- | ---- | ----- | ---- | ---- |
| 4236                                | 5151 | 6829 | 8892 | 6791 | 11833 | 9154 | 9347 |
| المصدر: OJD المغرب(هيئة تبرير البث) |      |      |      |      |       |      |      |

## روابط خارجية
- الموقع الرسمي